# رقص إيراني
رقصات إيرانية هي أساليب رقص أصلية في إيران. تختلف أنواع الرقص في إيران حسب المنطقة والثقافة ولغة السكان المحليين، ويمكن أن تتراوح من إعادة بناء متطورة للرقصات البلاطية الراقية إلى الرقصات الشعبية النشطة. يضم سكان إيران العديد من العرقيات، مثل الأكراد، والأذربيجانيين، والعرب، والبلوش، والتركمان، واليهود، والأرمن، والشعوب الجورجية، بالإضافة إلى العديد من المجموعات القبلية الإيرانية التي يمكن العثور عليها داخل حدود إيران الحديثة. كل مجموعة ومنطقة وعصر تاريخي لها أنماط رقص محددة مرتبطة بها. رقص (وتكتب أيضًا رقص) هي الكلمة العربية للرقص، وهي الكلمة المستخدمة تقريبًا للرقص في اللغة الفارسية بشكل حصري، حيث أن الكلمة الفارسية للرقص، بايكوبي، لم تعد مستخدمة بشكل شائع. وهي أيضًا الكلمة في اللغة الأذربيجانية التي تعني الرقص. الكلمة الكردية للرقص هي هالبركة، واللور من لرستان يستخدمون كلمة باختن (أو بازي) للرقص.

## التاريخ

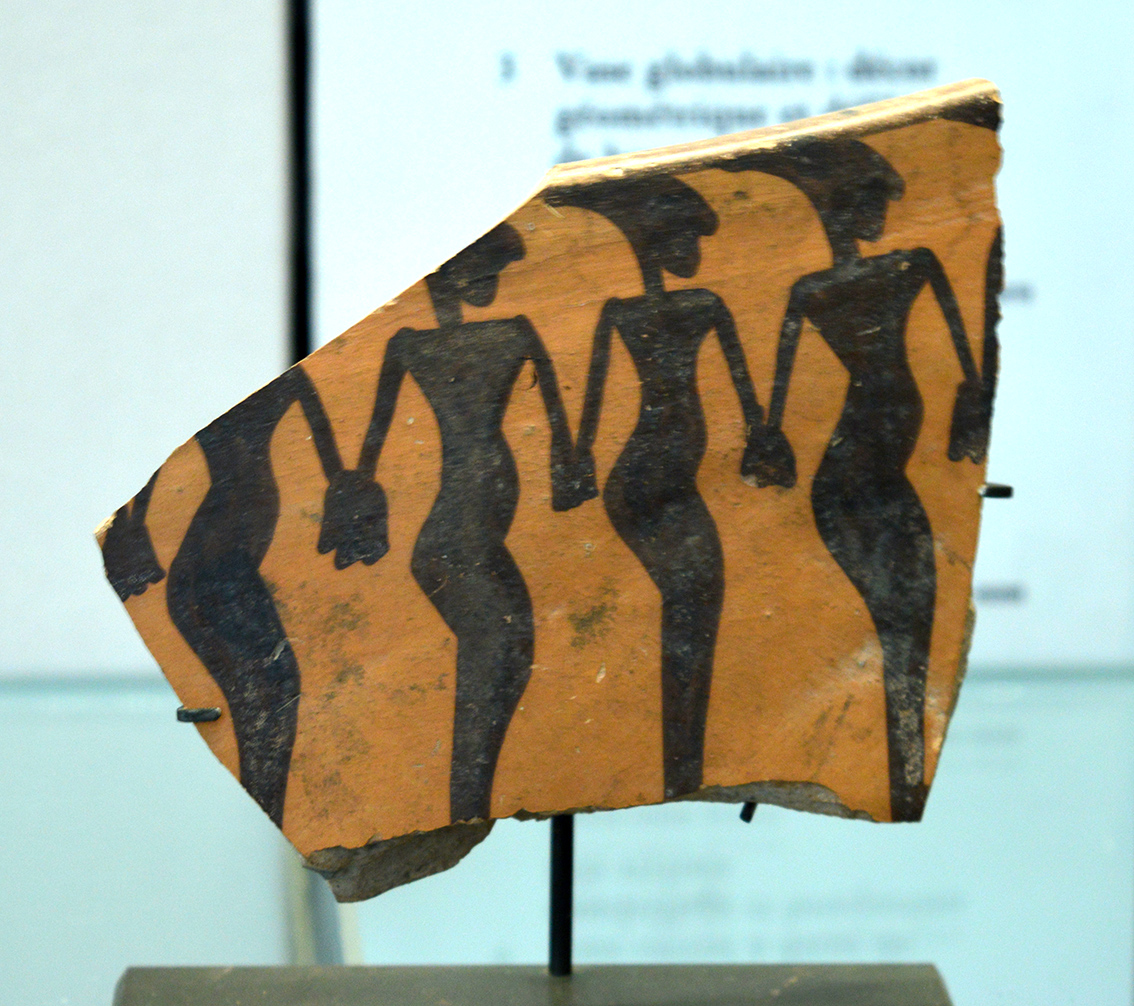
راقصون على قطعة من الخزف من تششمه علي (شهر ري)، إيران، 5000 قبل الميلاد، معروضة الآن في متحف اللوفر

لقد عرف سكان الهضبة الإيرانية الرقص على أشكال الموسيقى والمسرح والدراما أو الطقوس الدينية واستخدموا أدوات مثل الأقنعة وأزياء الحيوانات أو النباتات والآلات الموسيقية للإيقاع، على الأقل منذ الألفية السادسة قبل الميلاد. وقد خدمت الأشكال الثقافية المختلطة من الرقص واللعب والدراما طقوسًا مثل الاحتفال والحداد والعبادة. وكان الممثلون أساتذة في الموسيقى والرقص والحركات الجسدية وأساليب التعبير. تم العثور على قطع أثرية تحمل صور راقصين أو لاعبين أو ممثلين في العديد من المواقع الأثرية ما قبل التاريخ في إيران، مثل تبة سبز، جعفر آباد، تشوغا ميش، تل جاري، تششمه علي، إسماعيل آباد، تل بكون ، تبة سيالك، تبة موسيان، تبة يحيى، شهداد، تبة جيان، كول فرح، سوسة، كوك تبة، مقابر لورستان، إلخ.

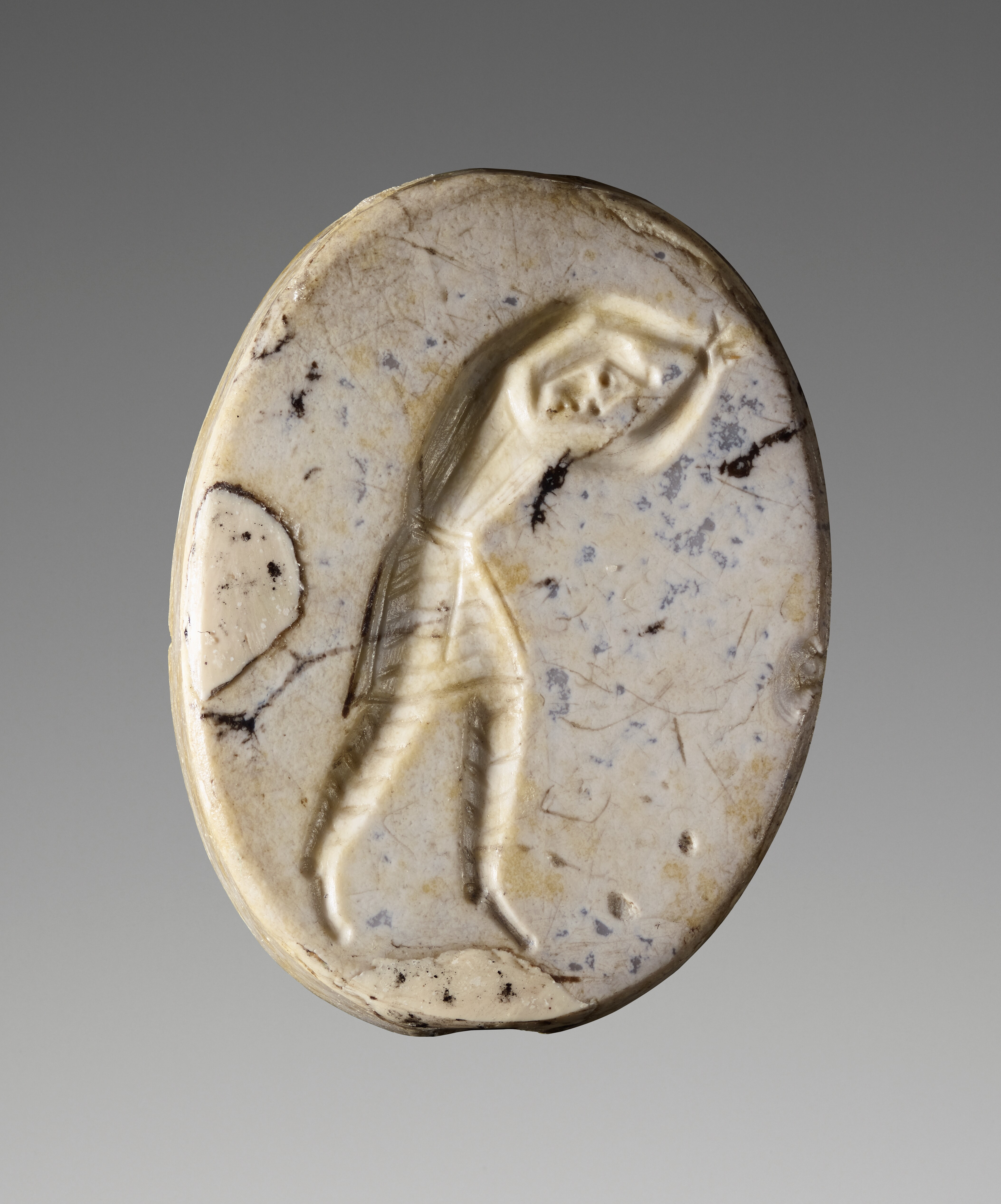
ختم عليه رجل فارسي يرقص، من العصر الأخميني، يعود تاريخه إلى حوالي ق. 400 BC. معروض حاليًا في متحف جيه بول جيتي في لوس أنجلوس

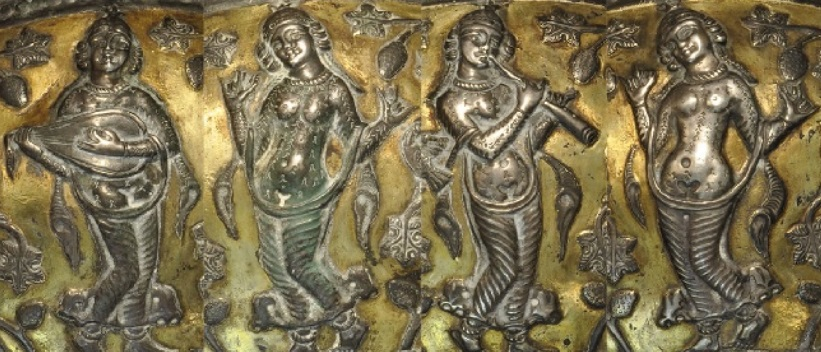
راقصون وموسيقيون على وعاء ساساني

أقدم رقصة تم البحث عنها من إيران التاريخية هي رقصة عبادة ميثرا (كما في عبادة ميثرا) حيث تم التضحية بثور. أصبحت هذه الطائفة فيما بعد ذات شعبية كبيرة في الإمبراطورية الرومانية. كان هذا الرقص لتعزيز النشاط في الحياة. وقد أجرى المؤرخ اليوناني هيرودوت من هاليكارناسوس أبحاثًا مهمة حول الرقص الفارسي القديم، وذلك في كتابه التاسع (كاليوبي)، الذي يصف فيه تاريخ الإمبراطوريات الآسيوية والحروب الفارسية حتى عام 478 قبل الميلاد. كانت بلاد فارس القديمة محتلة من قبل قوى أجنبية، أولاً اليونانيون، ثم العرب، ثم المغول، مما أدى إلى حدوث عدم استقرار سياسي وحروب أهلية. خلال هذه التغييرات حدث اختفاء بطيء لتقاليد الرقص التراثية.

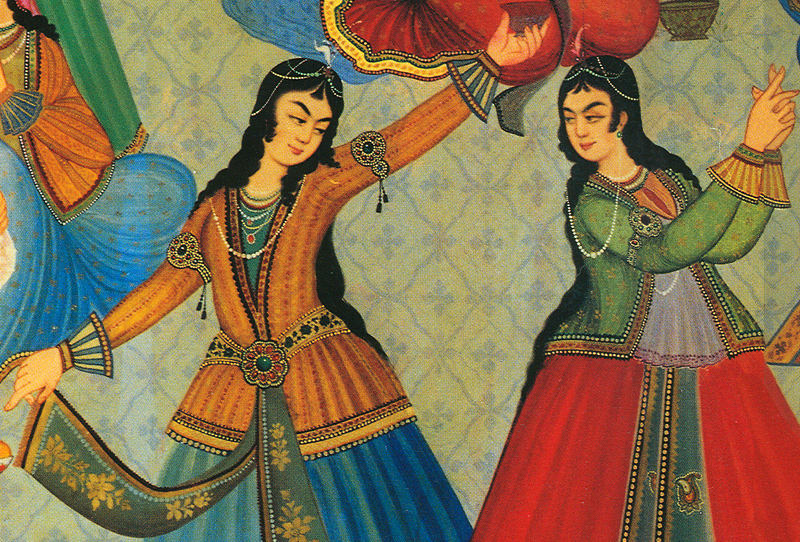
نساء فارسيات من القرن السابع عشر يرقصن في احتفال بإيران

جاء التحريم الديني للرقص في إيران مع انتشار الإسلام، ولكن كان ذلك مدفوعًا بأحداث تاريخية. لقد تزايد التحريم الديني للرقص وتراجع على مر السنين، ولكن بعد الثورة الإيرانية في عام 1979 لم يعد الرقص مسموحًا به بسبب اختلاط الجنسين بشكل متكرر. كانت الثورة الإسلامية عام 1979 بمثابة نهاية حقبة ناجحة للرقص وفن الباليه في إيران. تم حل فرقة الباليه الوطنية الإيرانية وهاجر أعضاؤها إلى بلدان مختلفة. وفقًا لمبادئ"الثورة الثقافية" في إيران، كان الرقص يُعتبر انحرافًا وخطيئة عظيمة وغير أخلاقي ومفسدًا. ونتيجة لذلك، انتقل العديد من الراقصين الفرس الموهوبين إلى الغرب وانتشروا بشكل رئيسي في أوروبا والولايات المتحدة، ونشأ جيل جديد من الراقصين وفناني الباليه الإيرانيين في الشتات.

## أنواع الرقص
يوجد في إيران أربع فئات من الرقص: الرقصات المتسلسلة أو الخطية، والرقص الارتجالي الفردي، ورقصات الحرب أو القتال، والرقصات الطقسية أو الروحية.
تشير كلمة "سمع" من الجذر العربي الذي يعني "الاستماع" إلى الممارسة الروحية المتمثلة في الاستماع إلى الموسيقى وتحقيق الوحدة مع الإلهي. يُطلق على الصوفيين الراقصين (بغض النظر عن هوياتهم الدينية المحددة) اسم الدراويش.
تركز الرقصات الاجتماعية المعاصرة والرقص الحضري الذي يتم أداؤه في المناسبات الاحتفالية مثل حفلات الزفاف واحتفالات النوروز بشكل أقل على الرقصات الجماعية أو الدائرية وأكثر على أشكال الارتجال الفردية، حيث يقوم كل راقص بتفسير الموسيقى بطريقته الخاصة ولكن ضمن نطاق محدد من مفردات الرقص التي تمزج أحيانًا بين أنماط أو عناصر رقص أخرى.

## راقصون بارزون

### الراقصون المعاصرون والتاريخيون
- جميلة، راقصة شرقية مقيمة في لوس أنجلوس.
- فرزانة كابولي، ممثلة وراقصة إيرانية.
- محمد خردديان، راقص إيراني أمريكي.
- شاروخ موشكين غلام (راقصة حديثة مقيمة في باريس).
- أزيتا صاحبجام، راقصة ومديرة فرقة باليه فانكوفر بارس الوطنية.[8]

### فرق الرقص البارزة
- فرقة باليه أفسانه، وهي فرقة رقص نسائية تركز على الثقافة الفارسية على طول طريق الحرير، ومقرها في منطقة خليج سان فرانسيسكو.[9]